# Боргойская баранина (гастрофестиваль)
Боргойская баранина — гастрономический фестиваль, посвящённый боргойской баранине, производимой в Джидинском районе Бурятии. Фестиваль создан администрацией Джидинского района, проводится при поддержке Министерства туризма Республики Бурятия.

## Роль в туризме
Гастрофестиваль «Боргойская баранина» — пример событийного туризма в сельской местности Бурятии, одно из немногих подобных мероприятий, которые активно привлекают туристов на территории, ранее не специализировавшиеся на туризме.

## Историческая подоплёка
Боргойская баранина — один из главных гастрономических символов Бурятии наравне с байкальским омулем. Эти оба продукта поставлялись к царскому столу.
Боргойского барашка подавали в 1896 году в Грановитой палате Кремля во время торжественного обеда по случаю коронации Николая II. Об этом свидетельствует хранящееся в Оружейной палате меню, написанное рукой известного художника Виктора Васнецова.
В советское время боргойская баранина продавалась на центральных рынках Москвы, а также в самом респектабельном столичном гастрономе — Елисеевском.
Одна из целей фестиваля — популяризация бренда «Боргойская баранина» на федеральном уровне и возвращение ему былой славы.
- Стикер гастрофестиваля «Боргойская баранина»
- Голова барана на входной арке гастрофестиваля «Боргойская баранина»
- Глава Бурятии Алексей Цыденов, глава Джидинского района Валерий Шагжитаров и депутат Народного Хурала Сергей Пашинский награждают жителей района
- Приготовление фестивального барашка на вертеле
- Шеф-повар из проекта ARTGER (Монголия) на гастрофестивале

## Боргойская баранина 2023
- Время проведения: 24 июня 2023 года.
- Место проведения: Джидинский район, Белоозёрск, местность Атаган Булаг
- Количество зрителей: около 6 тысяч человек.

Активности
Выставка, конкурсы, дегустации, мастер-классы, спортивные состязания, родео (укрощение диких жеребцов), концертная программа, показ этномоды, катание на лошадях, лотерея.
Участники
Кулинарный проект ARTGER (Монголия), рестораны «ОРДА» и «Тенгис», Намгар, Нонна и Зоригто Тогочиевы, Батсух, дизайнер этнической одежды Игорь Сарапулов, модельное агентство Софьи Ни и другие.
- Мальчик с воздушным змеем на гастрофестивале «Боргойская баранина»
- Детей катают на телеге
- Фуд-корт на гастрофестивале «Боргойская баранина»
- Юрты на гастрофестивале «Боргойская баранина»

## Боргойская баранина 2024
- Время проведения: 20 июля 2024 года.
- Место проведения: Джидинский район, Белоозёрск, местность Атаган Булаг
- Количество зрителей: Более 8 тысяч человек.

Активности
Конкурсы, дегустации, мастер-классы, спортивные состязания (бурятская борьба, стрельба из лука, конные скачки), национальные игры, родео (укрощение диких жеребцов), концертная программа, показ этномоды, деревня ремесленников, катание на лошадях, детская зона развлечений, лотерея, фотозона, почтовая станция, обзорная экскурсия по Джидинской долине.
Участники
Кулинарное шоу ARTGER (Монголия), ресторан «ОРДА», LUTAAR, SURNEE, GANA, Баярма Бургутова и другие.
Фестиваль посетил глава Бурятии Алексей Цыденов, выступил с приветственной речью, наградил лидеров сельского хозяйства района.
- Зрители гастрофестиваля наблюдают за конными скачками
- Фотография на память
- Конные скачки на гастрофестивале
- Зрители смотрят выступление монгольских артистов

## Боргойская баранина 2025
- Время проведения: 21 июня 2025 года.
- Место проведения: Джидинский район, Белоозёрск, местность Атаган Булаг
- Количество зрителей: Более 12 тысяч человек.

Главный хедлайнер фестиваля — певец, победитель телепроекта «Народный артист 3» Амархуу Борхуу.
- Юрта на гастрофестивале «Боргойская баранина»
- Галина Тарнуева открыла почтовую станцию на фестивале
- Открытки, сувениры на Боргойском гастрофестивале
- Баннер гастрофестиваля "«Боргойская баранина-2025»

## Награды
В ноябре 2024 года гастрофестиваль «Боргойская баранина» выиграл международную премию в области событийного туризма Russian Event Awards, заняв 1-е место в номинации «Лучшее событие в области гастрономического туризма» среди населенных пунктов численностью до 100 тысяч человек.